# Paul Johannes Merkel
Paul Johannes Merkel (* 1. August 1819 in Nürnberg; † 19. Dezember 1861 in Halle an der Saale) war ein deutscher Rechtswissenschaftler.

## Leben
Nach Kindheit in Nürnberg besuchte Merkel ab 1836 in München das Gymnasium und begann sein Jura-Studium. 1838 nach dem Tod seines Vaters wechselte er nach Erlangen. 1840 wurde er in Folge eines Duells für fünf Jahre der Hochschule verwiesen. Gnadengesuche – während der gesamten Relegationszeit wiederholt gestellt – wurden „von allerhöchster Stelle“ konsequent abgelehnt. Während seines Privatstudiums arbeitete er von 1840 bis 1842 beim Landgericht Nürnberg und von 1842 bis 1844 in der Kanzlei des Advokaten Kreitmeier in Nürnberg. 1845 brach er zu einer zweijährigen Italienreise auf. Er besuchte den Vatikan und viele norditalienische Städte, auch Neapel. Während der Reise beschäftigte er sich mit Schriften zum langobardischen Recht. Nach seiner Rückkehr 1847 verfasste er seine Dissertation zum Thema langobardisches Recht und erlangte den Doktorgrad. Im Jahr 1848 habilitierte er sich in Berlin und arbeitete ab 1851 als Professor des Rechtes in Königsberg.
1852 wechselte er nach Halle, wo er Vorlesungen in deutscher Rechtsgeschichte und im geltenden Prozess- und Privatrecht hielt. Merkel war einer der ersten Juristen, die ihre wissenschaftliche Tätigkeit auf die Rechtsgeschichte konzentrierten. 1861 war er an der Gründung der Zeitschrift für Rechtsgeschichte beteiligt. Merkels Name ist in Fachkreisen eng mit der Erforschung der germanischen Volksrechte verbunden. Seine Schriften zur Rechtsprechung in verschiedenen germanischen Stämmen wurden zu seinen Lebzeiten gewürdigt, aber nach seinem Ableben vermehrt kritisiert, unter anderem im Jahr 1910 als „auf schweren Irrtümern beruhend“. Heutzutage wird sein Hauptwerk in der Erforschung des langobardischen Rechts gesehen.
Die religiöse Standpunkt Merkels war der eines strengen Luthertums. Dies machte ihn zu einem Gegner der kirchlichen Union in Preußen und zu einem Freund der Altlutheraner Huschke und Lasius. Selber trat er aber nie aus der Landeskirche aus.

## Veröffentlichungen (Auswahl)
- Iura et officia Comitum quondam ad Rhenum Palatinorum, Halis Sax., 1861.
- hrsg. von Johannes Merkel, mit einer Vorrede von Jacob Grimm: Lex Salica, Hertz, Berlin 1850.